# Phlebodium
Phlebodium es un género botánico de unas cuarenta especies de helechos, nativo de regiones tropical y subtropicales de América. El género está muy emparentado con Polypodium, y las especies fueron formalmente incluidas en ese género.
Son helechos epífitos, con rizomas rastreros, densamente pilosos o escamosos, haciendo frondas a intervalos de su longitud. Las frondas son siempreverdes, persisten 1-2 años, y son pinnatífidas. Los soros o grupos de esporangios están cerca de la base de la fronda.

## Especies
- Phlebodium araneosum (M.Martens & Galeotti) Mickel & Beitel
- Phlebodium astrolepis (Liebm.) Conz.
- Phlebodium aureum (L.) J.Sm.
- Phlebodium decumanum (Willd.) J.Sm.
- Phlebodium inaequale T.Moore
- Phlebodium pseudoaureum (Cav.) Lellinger

Fuentes: